# 坂ちゃんの子の刻倶楽部
坂ちゃんの子の刻倶楽部（さかちゃんのねのこくくらぶ）は、信越放送ラジオの土曜日の夜で放送されていた若者向けバラエティ番組。
放送期間は1988年10月8日から1991年3月30日まで。放送時間は毎週土曜日 21:00 - 23:30。

## 概要
パーソナリティは本番組がスタートした1988年にアナウンサーとして入社した坂橋克明で、1988年10月改編で終了した『西沢トオルのスペースジャック』の後を継いでスタートした番組。スタート当初は『スペースジャック』から引き続き、21時台は電話リクエストと各バラエティコーナー、22時台はトヨタUグループ提供『Funny U』を内包番組として放送、23時台は『ポップスベスト10』を行っていたが、1989年4月改編で『Funny U』枠が終了すると共に21時台も電リク、ランキングコーナーを含めて全面的にコーナー枠の変更を行った。
常連リスナーはスタジオ見学に来て、その場で物真似や芸を披露するなど番組に飛び入り参加し、その模様を自由に放送していたこともあった。また、「危険なトークは必聴」とも紹介されていたことがあった。
本番組のノベルティはテレホンカードの「子の刻テレカ」。1989年12月頃にそのデザインが変更になっている。
なおタイトルの「子の刻」とは、十二時辰の中の23時（初刻）から午前1時（終刻）のことを指し、本番組の終了時刻であった23時30分はちょうどその子の刻の時間帯の中にあたる。
後番組は、坂橋と同期入社のアナウンサーの大塚伊保がパーソナリティを務める『大塚伊保のパジャマナイト』。

## 主なコーナー
- 電話リクエスト （21時台、1988年10月 - 1989年3月）[2]
- ファニーな奴
前番組『西沢トオルのスペースジャック』に引き続いて22時台の『Funny U』の枠で放送、1989年4月改編で『Funny U』枠終了後もこのコーナーは継続されていた。リスナーの周辺のファニーな（面白い）人物を紹介してもらうコーナー。このコーナーが盛り上がり、1990年に入ってからはこのコーナーがパート1とパート2の2部構成になった[6]。
- 震源地はここだ
世の中の流行を追っていた一方で、リスナーからの悩み相談も受け付けていたコーナー[1]。
- あさまコール
22:50頃のコーナー。川村かおりが電話でレギュラー出演[7][6]。
- ポップスベスト10 （23時台、1988年10月 - 1989年3月）[2]
このコーナーは1989年4月以降は独立した番組となり、同じ坂橋パーソナリティーの『坂ちゃんのポップス逆あがり』（毎週月曜日 23:30〜24:00）となってスタートしている[8]（1991年3月まで放送）。
- 子の刻女子高ストリート
1990年5月頃スタート。手紙を送ってもらった女子高校生にスタジオに来てもらい、彼女たちに男子リスナーの悩みを解決してもらう、ということが主な趣旨のコーナー[9]。
- 子の刻カンパニー
1990年4月頃スタート。「もしもあの有名人がこんな会社をやったら…」などというネタはがきを募集[9]。
- 造語コーナー
1990年8月頃スタート。リスナーが好き勝手に作った様々な言葉を紹介[3]。
他